# Campionati italiani assoluti di atletica leggera 1986
I LXXVI campionati italiani assoluti di atletica leggera si sono tenuti a Torino, dal 22 al 24 luglio 1986. Sono stati assegnati 38 titoli italiani, in 21 specialità al maschile e in 17 al femminile.
I campionati italiani assoluti di prove multiple, che hanno visto l'assegnazione di due titoli (eptathlon al femminile e decathlon al maschile), si sono tenuti dal 12 al 13 luglio 1986 a Schio.

## Risultati

### Uomini
| Specialità                                                                              | Oro                                                                                         | Prestazione | Argento                                         | Prestazione | Bronzo                                             | Prestazione |
| Corse                                                                                   |                                                                                             |             |                                                 |             |                                                    |             |
| 100 m                                                                                   | Stefano Tilli Gruppo Sportivo Fiamme Oro                                                    | 10"48       | Antonio Ullo Gruppi Sportivi Fiamme Gialle      | 10"51       | Pierfrancesco Pavoni Gruppi Sportivi Fiamme Gialle | 10"57       |
| 200 m                                                                                   | Stefano Tilli Gruppo Sportivo Fiamme Oro                                                    | 20"72       | Giovanni Bongiorni Pro Patria Freedent MI       | 20"91       | Pierfrancesco Pavoni Gruppi Sportivi Fiamme Gialle | 20"95       |
| 400 m                                                                                   | Mauro Zuliani Pro Patria Freedent MI                                                        | 46"05       | Roberto Ribaud Pro Patria Freedent MI           | 46"33       | Andrea Montanari Centro Sportivo Carabinieri BO    | 47"11       |
| 800 m                                                                                   | Alberto Barsotti Gruppo Sportivo Fiamme Oro                                                 | 1'47"88     | Gian Luca Raisoni Atletica Riccardi             | 1'49"05     | Renzo Piccin Gruppo Sportivo Fiamme Oro            | 1'49"40     |
| 1500 m                                                                                  | Alessandro Lambruschini Gruppo Sportivo Fiamme Oro                                          | 3'46"36     | Stefano Cecchini Gruppi Sportivi Fiamme Gialle  | 3'47"03     | Walter Merlo CUS Torino                            | 3'48"30     |
| 5000 m                                                                                  | Stefano Mei Gruppo Sportivo Fiamme Oro                                                      | 13'56"61    | Ranieri Carenza Gruppi Sportivi Fiamme Gialle   | 13'59"61    | Massimo Santamaria Lanvin's Bisceglie              | 14'02"20    |
| 10000 m                                                                                 | Francesco Panetta Pro Patria Freedent MI                                                    | 28'00"20    | Alberto Cova Pro Patria Freedent MI             | 28'00"93    | Salvatore Nicosia Gruppi Sportivi Fiamme Gialle    | 28'50"69    |
| 3000 m siepi                                                                            | Alessandro Lambruschini Gruppo Sportivo Fiamme Oro                                          | 8'33"14     | Luciano Carchesio Gruppi Sportivi Fiamme Gialle | 8'36"01     | Angelo Carosi Gruppo Sportivo Forestale            | 8'37"23     |
| 110 m hs                                                                                | Daniele Fontecchio Gruppo Sportivo Fiamme Oro                                               | 13"86       | Gianni Tozzi Gruppo Sportivo Fiamme Oro         | 14"00       | Luigi Bertocchi Gruppi Sportivi Fiamme Gialle      | 14"07       |
| 400 m hs                                                                                | Luca Cosi Pro Patria Freedent MI                                                            | 50"99       | Giorgio Rucli Gruppo Sportivo Fiamme Oro        | 51"29       | Raimondo Silanos CUS Sassari                       | 51"90       |
| Marcia 10000 m                                                                          | Carlo Mattioli Centro Sportivo Carabinieri                                                  | 40'13"50    | Walter Arena Gruppo Sportivo Fiamme Azzurre     | 40'28"13    | Salvatore Cacia Gruppi Sportivi Fiamme Gialle      | 40'54"35    |
| Staffetta 4×100 m                                                                       | Gruppo Sportivo Fiamme Oro Francesco Navarra Claudio Pedrelli Mauro Fanton Valerio Rho      | 40"42       | Gruppo Sportivo Fiamme Azzurre                  | 40"81       | Gruppi Sportivi Fiamme Gialle                      | 41"16       |
| Staffetta 4×400 m                                                                       | Pro Patria Freedent Milano Giovanni Bongiorni Giordano Colombo Mauro Zuliani Roberto Ribaud | 3'06"13     | Gruppo Sportivo Fiamme Oro                      | 3'08"03     | Atletica Riccardi                                  | 3'11"84     |
| Salti                                                                                   |                                                                                             |             |                                                 |             |                                                    |             |
| Salto in alto                                                                           | Gianni Davito CUS Torino                                                                    | 2,24 m      | Daniele Pagani Gruppo Sportivo Fiamme Oro       | 2,24 m      | Luca Toso Gruppo Sportivo Fiamme Oro               | 2,21 m      |
| Salto con l'asta                                                                        | Gianni Stecchi ASSI Banca Toscana                                                           | 5,40 m      | Mauro Barella Gruppo Sportivo Fiamme Oro        | 5,20 m      | Giorgio Grassi Gruppo Sportivo Fiamme Azzurre      | 5,10 m      |
| Salto in lungo                                                                          | Giovanni Evangelisti Pro Patria Freedent MI                                                 | 8,13 m      | Fabrizio Secchi CUS Torino                      | 7,83 m      | Gian Carlo Biscarini Gruppi Sportivi Fiamme Gialle | 7,68 m      |
| Salto triplo                                                                            | Dario Badinelli SNIA BPD Milano                                                             | 16,25 m     | Paolo Challancin Gruppo Sportivo Fiamme Oro     | 16,20 m     | Gianni Cecconi Gruppo Sportivo Fiamme Oro          | 16,17 m     |
| Lanci                                                                                   |                                                                                             |             |                                                 |             |                                                    |             |
| Getto del peso                                                                          | Alessandro Andrei Gruppo Sportivo Fiamme Oro                                                | 21,29 m     | Marco Montelatici Pro Patria Freedent MI        | 18,76 m     | Luigi De Santis Gruppo Sportivo Fiamme Oro         | 17,92 m     |
| Lancio del disco                                                                        | Marco Martino Gruppi Sportivi Fiamme Gialle                                                 | 63,14 m     | Domenico Polato Gruppo Sportivo Fiamme Oro      | 59,54 m     | Antonio Roccabella CUS Roma                        | 59,42 m     |
| Lancio del martello                                                                     | Lucio Serrani Pro Patria Freedent MI                                                        | 74,80 m     | Giuliano Zanello Gruppo Sportivo Fiamme Oro     | 74,02 m     | Enrico Sgrulletti Gruppi Sportivi Fiamme Gialle    | 69,92 m     |
| Lancio del giavellotto                                                                  | Agostino Ghesini Pro Patria Freedent MI                                                     | 74,92 m     | Fabio De Gaspari Gruppo Sportivo Fiamme Oro     | 71,30 m     | Sergio Vesentini SNIA BPD Milano                   | 68,70 m     |
| record dei campionati; record nazionale; record personale; record personale stagionale. |                                                                                             |             |                                                 |             |                                                    |             |

### Donne
| Specialità                                                                              | Oro                                                                                   | Prestazione | Argento                                                                              | Prestazione | Bronzo                                                                             | Prestazione |
| Corse                                                                                   |                                                                                       |             |                                                                                      |             |                                                                                    |             |
| 100 m                                                                                   | Rossella Tarolo SNIA BPD Milano                                                       | 11"69       | Daniela Ferrian SNIA BPD Milano                                                      | 11"73       | Carla Mercurio Libertas Aterno Pescara                                             | 11"92       |
| 200 m                                                                                   | Daniela Ferrian SNIA BPD Milano                                                       | 23"73       | Rita Angotzi Atletica Oristano                                                       | 23"78       | Marisa Masullo SNIA BPD Milano                                                     | 23"91       |
| 400 m                                                                                   | Cosetta Campana Fiat ALSO Torino                                                      | 54"06       | Rossana Morabito SNIA BPD Milano                                                     | 54"75       | Nevia Pistrino Banca Friuli Libertas Udine                                         | 54"94       |
| 800 m                                                                                   | Nicoletta Tozzi Edera Bendi Forlì                                                     | 2'04"57     | Valentina Tauceri Prevenire Trieste                                                  | 2'05"05     | Magda Maiocchi Fiat Sud Formia                                                     | 2'05"08     |
| 1500 m                                                                                  | Roberta Brunet CUS Roma                                                               | 4'21"84     | Agnese Possamai Fiamma Dolomiti Belluno                                              | 4'22"69     | Flavia Gaviglio Ina Primavera Torino                                               | 4'22"87     |
| 3000 m                                                                                  | Roberta Brunet CUS Roma                                                               | 9'06"74     | Agnese Possamai Fiamma Dolomiti Belluno                                              | 9'11"67     | Allison Rabour Cises Frascati                                                      | 9'23"01     |
| 10000 m                                                                                 | Cristina Tomassini Quercia Rovereto                                                   | 33'12"01    | Maria Curatolo Fiat Sud Formia                                                       | 33'25"29    | Rita Marchisio CUS Universo Ferrara                                                | 33'54"78    |
| 100 m hs                                                                                | Mary Massarin Fiat ALSO Torino                                                        | 13"64       | Antonella Bellutti N.A. Alto Adige                                                   | 13"86       | Laura Rosati ACSI Pro Sport                                                        | 13"89       |
| 400 m hs                                                                                | Giuseppina Cirulli CUS Roma                                                           | 57"80       | Irmgard Trojer SSV Bruneck                                                           | 57"98       | Brunella Cherici ASSI Banca Toscana                                                | 58"89       |
| Marcia 5000 m                                                                           | Maria Grazia Cogoli Fiamma Vicenza                                                    | 23'08"68    | Nadia Forestan VIS Abano                                                             | 23'46"36    | Cinzia Agnolon VIS Abano                                                           | 24'22"27    |
| Staffetta 4×100 m                                                                       | SNIA BPD Milano Marinella Signori Patrizia Lombardo Daniela Ferrian Rossella Tarolo   | 44"79       | Oliosigillo Ancona Maria Marino Maria Cristina Cedrati Di Costanzo Annalisa Gambelli | 46"62       | Pro Sesto Atletica Vanna Fatai Borgonovo Laura Paternoster Giuseppina Perlino      | 47"07       |
| Staffetta 4×400 m                                                                       | Snia BPD Milano Antonella Ratti Maria Luisa Cilimbini Rossana Morabito Marisa Masullo | 3'39"66     | CUS Roma Lara Sinico Paola Gallio Francesca Lanzara Giuseppina Cirulli               | 3'41"85     | Oliosigillo Ancona Virginia Bernardini Sonia Antoni Luisa Furlan Nicoletta Belloli | 3'42"53     |
| Concorsi                                                                                |                                                                                       |             |                                                                                      |             |                                                                                    |             |
| Salto in alto                                                                           | Alessandra Fossati Fiat ALSO Torino                                                   | 1,86 m      | Barbara Fiammengo Ina Primavera Torino                                               | 1,84 m      | Sabina Ghedini Fiamma Vicenza                                                      | 1,82 m      |
| Salto in lungo                                                                          | Antonella Capriotti CUS Roma                                                          | 6,47 m      | Alessandra Becatti ASSI Banca Toscana                                                | 6,35 m      | Loredana Rossi US Maurina Imperia                                                  | 6,23 m      |
| Getto del peso                                                                          | Maria Chiumariello SNIA BPD Milano                                                    | 15,91 m     | Wilma Rigamonti ACSI Pro Sport                                                       | 15,46 m     | Simona Monachesi Oliosigillo Ancona                                                | 14,93 m     |
| Lancio del disco                                                                        | Sandra Benedet SNIA BPD Milano                                                        | 52,78 m     | Maria Marello Fiat ALSO Torino                                                       | 52,74 m     | Lidia Rognini Libertas Aterno Pescara                                              | 52,22 m     |
| Lancio del giavellotto                                                                  | Fausta Quintavalla Fiat ALSO Torino                                                   | 59,80 m     | Wilma Vidotto SNIA BPD Milano                                                        | 56,46 m     | Ambra Giacchetti Fiat Sud Formia                                                   | 51,74 m     |
| record dei campionati; record nazionale; record personale; record personale stagionale. |                                                                                       |             |                                                                                      |             |                                                                                    |             |

### Prove multiple
| Specialità                                                                              | Oro                                    | Prestazione | Argento                                   | Prestazione | Bronzo                                     | Prestazione |
| Decathlon (uomini)                                                                      | Marco Rossi Gruppo Sportivo Fiamme Oro | 7490 p.     | Moreno Martini Gruppo Sportivo Fiamme Oro | 7269 p.     | Luigi Longarato Gruppo Sportivo Fiamme Oro | 7013 p.     |
| Eptathlon (donne)                                                                       | Claudia Del Fabbro SNIA BPD Milano     | 5441 p.     | Karmen Baumgartner SSV Bruneck            | 5262 p.     | Ute Rammlmair LGS Raiffeisen               | 5196 p.     |
| record dei campionati; record nazionale; record personale; record personale stagionale. |                                        |             |                                           |             |                                            |             |